# Florian Eisenträger
Florian Eisenträger (* 9. Januar 1992 in Erlenbach am Main) ist ein deutscher Handballspieler. Er spielt in der 2. Handball-Bundesliga bei dem unterfränkischen TV Großwallstadt.
Eisenträger spielte seit seinem 5. Lebensjahr Handball bei dem TV Kleinwallstadt. Dort durchlief er alle Jugendmannschaften bis zur C-Jugend und wechselte in der Saison 2007/2008 in das neu gründete Handball Leistungszentrum Großwallstadt. Ab 2009 spielte der Linksaußen mit der A-Jugend des HBLZ Großwallstadt in der Bayernliga. Nach einem Kreuzbandriss im Jahr 2010 wechselte er zu dem Drittligisten TV Kirchzell.
Ab der Saison 2011/12 ist der Juniorennationalspieler beim TV Großwallstadt unter Vertrag. Dort besitzt er ein Zweitspielrecht für den TV Kirchzell. Am 7. Oktober 2011 absolvierte er sein erstes Bundesligaspiel gegen die TSV Hannover-Burgdorf.
Für die deutsche Jugend-Nationalmannschaft bestritt Eisenträger 38 Spiele und erzielte 110 Tore.
Sein älterer Bruder Markus spielte für den TV Groß-Umstadt.